# 本学神社
本学神社（ほんがくじんじゃ）は、長野県下伊那郡高森町山吹に鎮座する神社。
幕末の信濃国伊那谷における平田国学の高揚の中、山吹陣屋の旗本座光寺氏の家老片桐春一が主唱し、平田鐵胤や北原稲雄、岩崎長世の協力を得て、国学四大人（荷田春満、賀茂真淵、本居宣長、平田篤胤）を祀る本学霊社として慶応3年（1867年）に創建された。明治22年（1889年）から現在の社号となる。
四大人の遺物は神宝として、荷田家からは円鏡、賀茂家からは短刀、本居家からは銅製の鈴、平田家からは水晶玉、瑠璃玉、太陽石などが納入された。例祭は毎年4月24日、9月24日。